# Бигвава, Любовь Софроновна
Любовь Софроновна Бигвава (1927 год, село Кяласур, Сухумский уезд, ЗСФСР) — звеньевая колхоза «Эдази» Сухумского района Абхазской ССР, Грузинская ССР. Герой Социалистического Труда (1949).

## Биография
Родилась в 1927 году в крестьянской семье в селе Кяласур (Келасури) Сухумского уезда.
В послевоенные годы трудилась рядовой колхозницей, звеньевой комсомольско-молодёжного табаководческого звена в колхозе «Эдази» Сухумского района, который возглавлял председатель Виктор Яковлевич Шелия.
В 1948 году звено под её руководством собрало табачного листа сорта «Самсун» № 27 в среднем по 16,7 центнера с каждого гектара на участке площадью 3 гектара. Указом Президиума Верховного Совета СССР от 5 августа 1949 года удостоена звания Героя Социалистического Труда за «получение высоких урожаев кукурузы и табака в 1948 году» с вручением ордена Ленина и золотой медали «Серп и Молот».
Этим же Указом звание Героя Социалистического Труда получила труженик колхоза «Эдази» звеньевая табаководческого звена Алексей Григорьевич Бигвава.
В 1984 году вышла на пенсию. Персональный пенсионер союзного значения. Проживала в родном селе Кяласур (Келасури) Сухумского района.